# Puente cubierto
Un puente cubierto es un puente en celosía de madera con una cubierta, tanto superior como lateral, que en la mayor parte de los puentes cubiertos crea un cerramiento casi completo. El propósito de esta cubierta es proteger los elementos estructurales de madera de las inclemencias meteorológicas. Los puentes de madera sin cubrir normalmente tienen una vida útil de solo veinte años debido a los efectos de la lluvia y del sol, pero un puente cubierto puede durar más de cien años. Antiguamente comunes, aproximadamente solo uno de cada diez sobrevivió al siglo xx. El número relativamente pequeño de puentes cubiertos que se conservan se debe a su sustitución deliberada, al abandono y a su alto coste de restauración.

## Descripción e historia
Habitualmente, los puentes cubiertos son estructuras con una celosía longitudinal de madera que forma la columna vertebral del puente. Algunos de ellos fueron construidos como puentes para el ferrocarril, usando madera muy pesada y una celosía doble. En Canadá y en los Estados Unidos se construyeron numerosos puentes cubiertos de madera desde finales del siglo xviii hasta finales del siglo xix, que recuerdan a los diseños anteriores erigidos en Alemania y Suiza. Suelen encontrarse en lugares aislados, lo que los hace vulnerables al vandalismo y a los incendios provocados.

### Europa

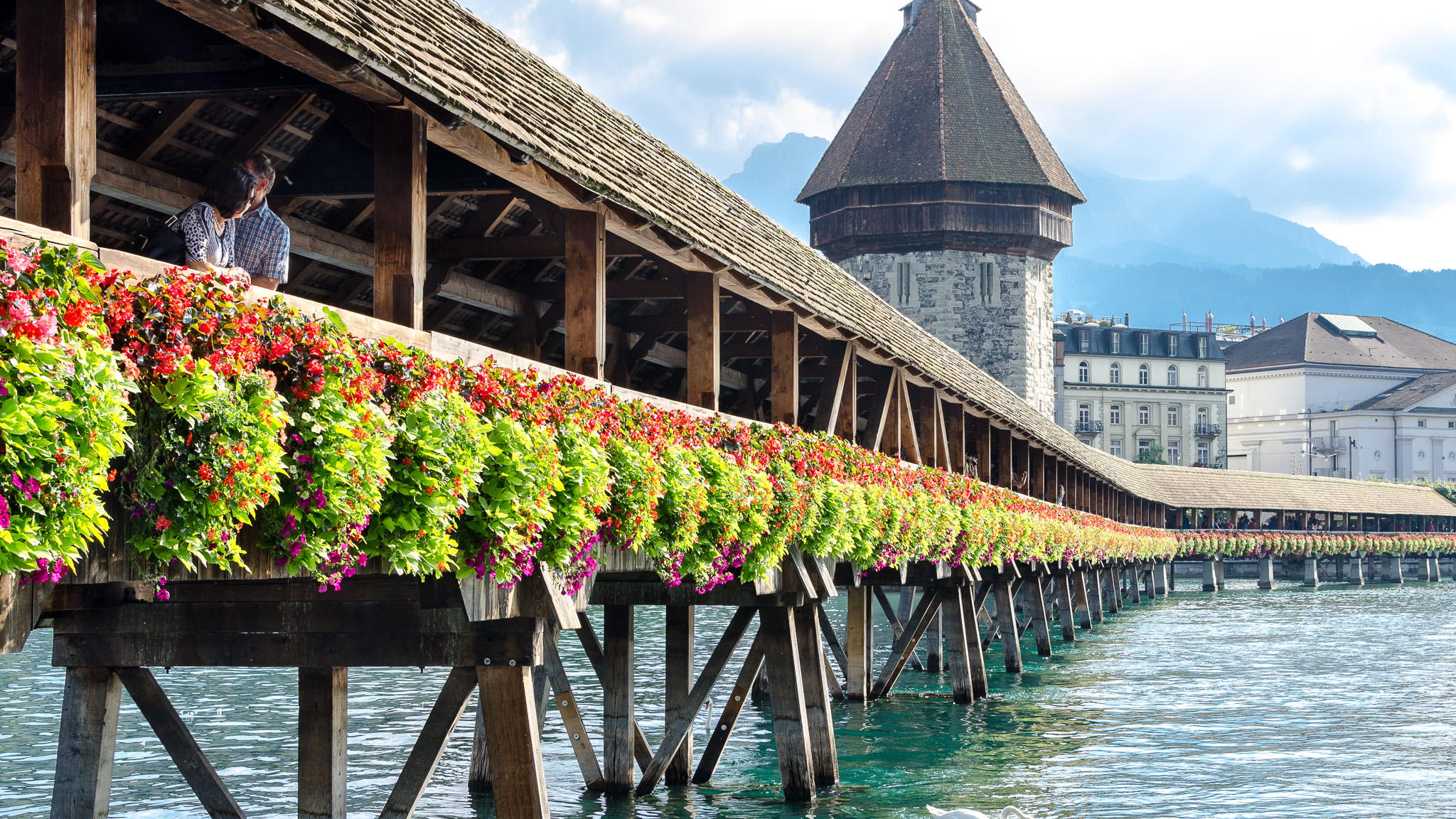
El Kapellbrücke de Lucerna (Suiza).

El puente en celosía más antiguo del mundo que se conserva es el Kapellbrücke de Lucerna (Suiza), construido originalmente en el siglo xiv. Los puentes en celosía de madera de estilo moderno se empezaron a construir en Suiza a mediados del siglo xviii. En Alemania se conservan setenta puentes cubiertos de madera, incluido el Holzbrücke Bad Säckingen, que cruza el Rin desde Bad Säckingen (Alemania) hasta Stein (Suiza), construido originalmente antes de 1272, que ha sido destruido y reconstruido varias veces a lo largo de la historia. Suiza también tiene muchos puentes cubiertos de madera, incluidos el Kapellbrücke, el Spreuer Bridge y el Neubrügg.
El Puente Cubierto de Pavía (Italia) es un puente de arco de piedra y ladrillo sobre el río Tesino. El puente anterior, que data de 1354 (en sí mismo un reemplazo de una construcción romana), fue gravemente dañado por la acción aliada en 1945. El debate sobre reparar o reemplazar el puente terminó cuando el puente se derrumbó parcialmente en 1947, lo que requirió una nueva construcción, que comenzó en 1949.

### América del Norte
En América del Norte, la mayoría de los puentes cubiertos fueron construidos para cruzar arroyos y tenían un único vano. Casi todos tenían un único carril, aunque también se construyeron algunos puentes de dos carriles, que tienen un tercer armazón en el centro. Se usaron muchos diseños diferentes de celosías: uno de los más populares era el Burr, patentado en 1817, que usaba un arco para soportar la carga mientras las celosías mantenían la rigidez del puente; otros diseños eran las celosías King, Queen, Lattice y Howe. Las primeras celosías fueron diseñadas solo con una comprensión aproximada de la dinámica que hace que funcionen. En 1847, el ingeniero estadounidense Squire Whipple publicó el primer análisis correcto sobre cómo los componentes de una celosía soportan la carga, lo que le permitió diseñar puentes más resistentes usando menos materiales.

#### Estados Unidos

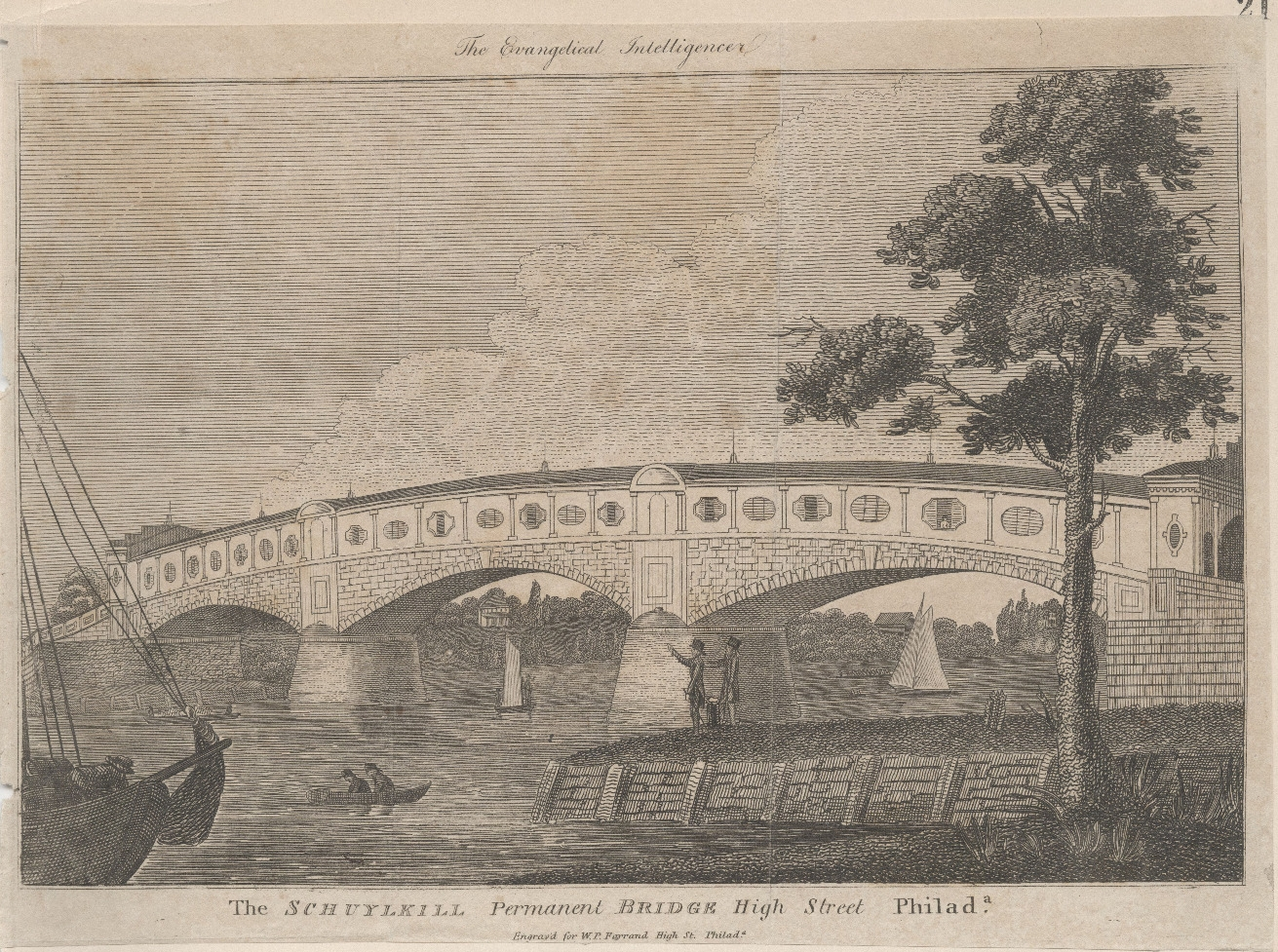
El puente permanente sobre el Schuylkill en Filadelfia, el primer puente cubierto documentado de los Estados Unidos.

En los Estados Unidos se han construido unos catorce mil puentes cubiertos, principalmente entre los años 1825 y 1875. El primero documentado fue el puente permanente completado en 1805 para cruzar el río Schuylkill en Filadelfia. Sin embargo, la mayoría de los demás ejemplos tempranos de puentes cubiertos no aparecen hasta la década de 1820: de esta década se conservan el puente de Hyde Hall en el estado de Nueva York y el puente Hassenplug en Pensilvania, ambos construidos en 1825, así como el puente cubierto Haverhill–Bath en Nuevo Hampshire y el puente cubierto Roberts en Ohio, ambos construidos en 1829.

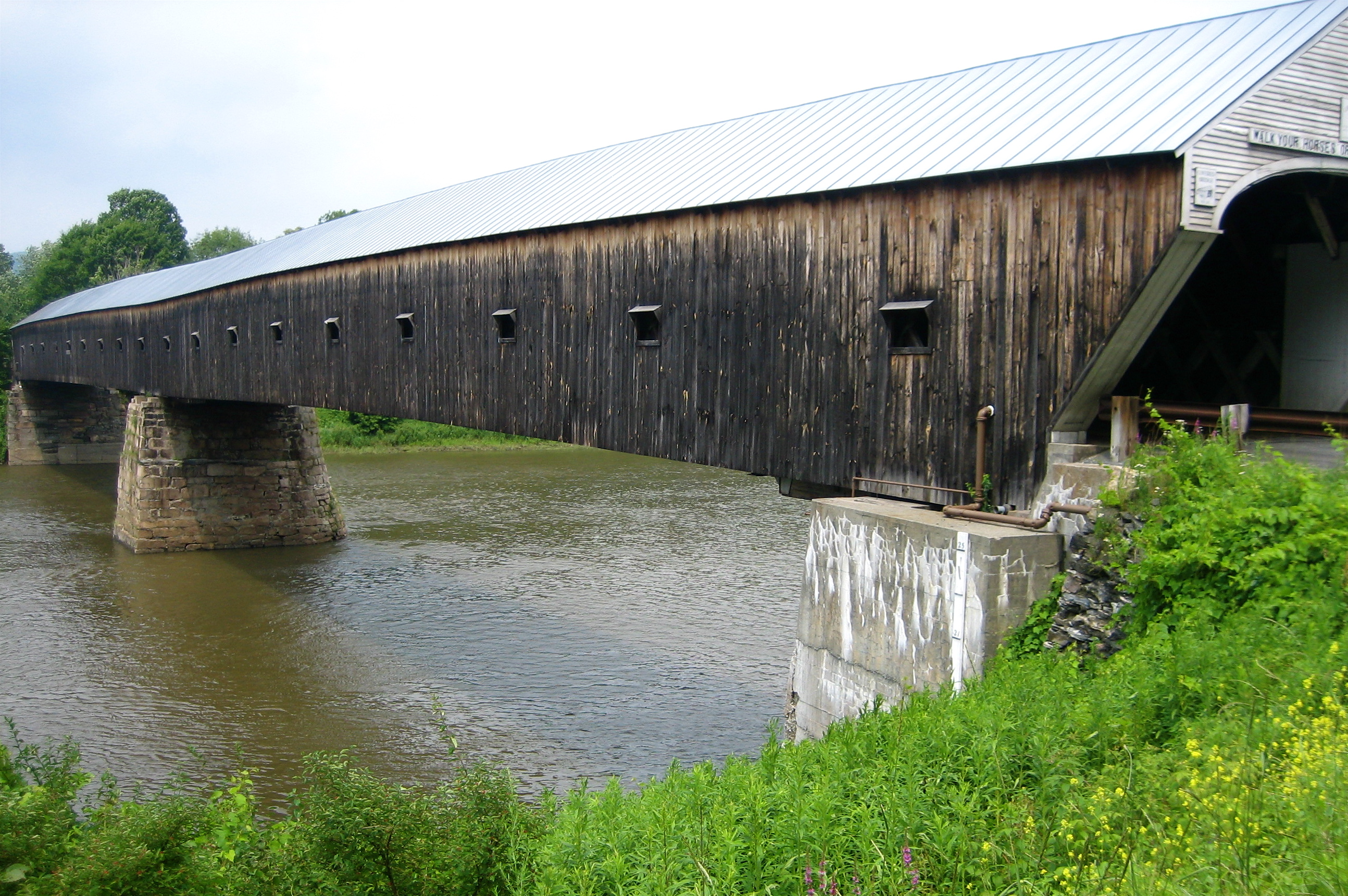
El puente Cornish–Windsor.

El puente cubierto más largo de la historia fue construido en 1814 en el condado de Lancaster de Pensilvania y tenía una longitud de más de una milla, pero fue destruido por heladas e inundaciones en 1832. Los puentes cubiertos más largos que se conservan en los Estados Unidos son el puente Cornish–Windsor, que cruza el río Connecticut entre Nuevo Hampshire y Vermont, y el puente de Medora, que cruza la rama oriental del río Blanco en Indiana. Ambos reclaman el récord dependiendo de cómo se mida la longitud.
A mediados del siglo xix, el desarrollo de materiales más baratos como el hierro forjado o el hierro fundido hizo que las celosías pasaran a construirse con metal en lugar de madera. Las estructuras metálicas no necesitaban protección ante los elementos, por lo que ya no tenían que ser cubiertas. Los puentes cubiertos también se quedaron obsoletos debido a que la mayoría de ellos eran de un solo carril, tenían poca anchura y gálibo y no podían soportar las cargas pesadas del tráfico moderno. A fecha de 2004, se conservaban unos setecientos cincuenta, la mayoría de ellos en los estados del este y del norte del país.

#### Canadá

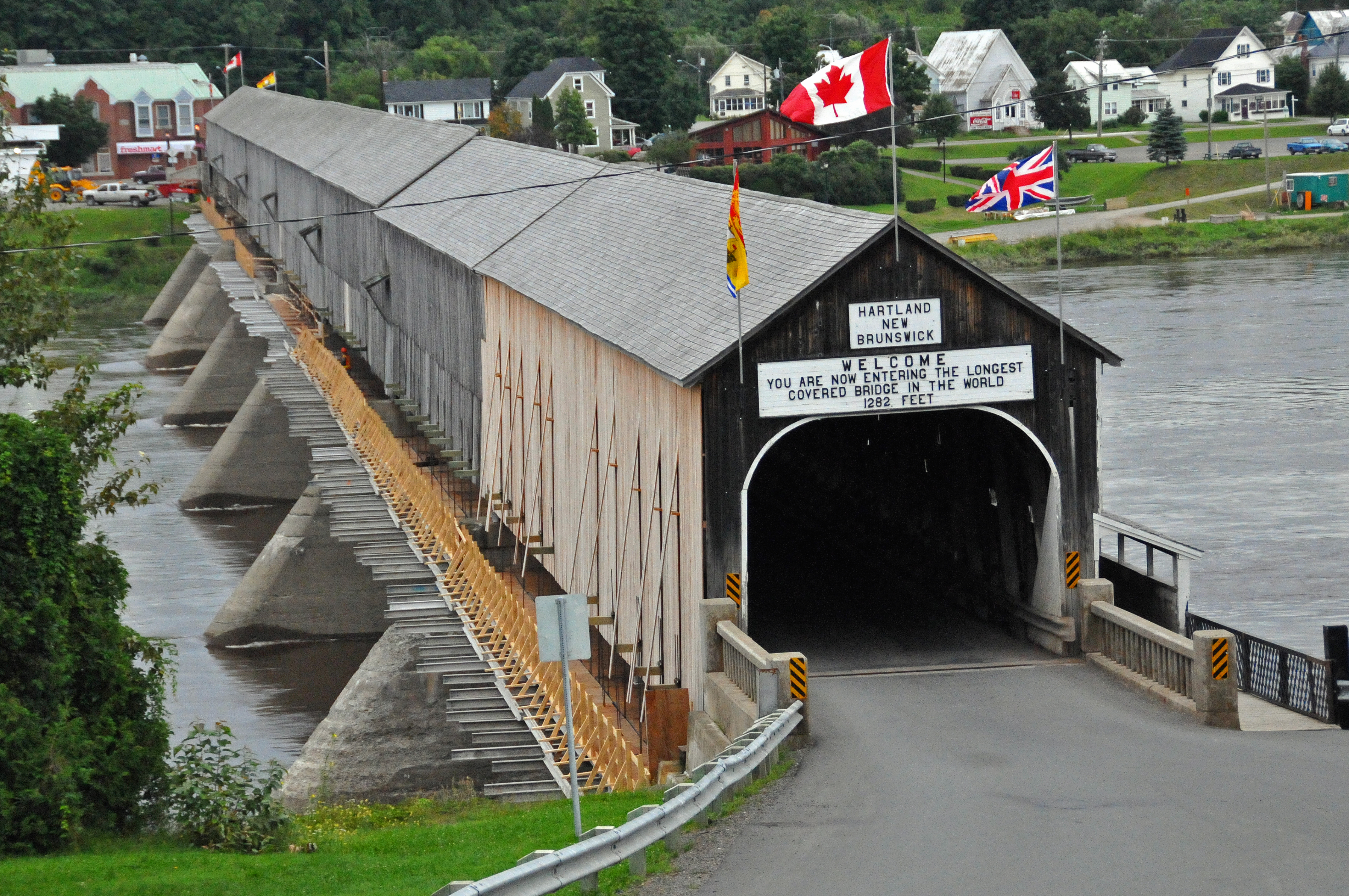
El puente de Hartland, el puente cubierto más largo del mundo.

Entre 1969 y 2015, el número de puentes cubiertos que se conservaban en Canadá pasó de unos cuatrocientos a menos de doscientos.
En 1900, Quebec tenía unos mil puentes cubiertos. En comparación con el resto de América del Norte, Quebec fue tardía en la construcción de puentes cubiertos, ya que la mayoría de ellos se construyeron en la década de 1930. Inicialmente, los diseños eran variados, pero en torno al 1905 su diseño fue estandarizado al Town québécois, una variante de la celosía patentada por Ithiel Town en 1820 cuyo diseñador es desconocido. En la primera mitad del siglo xx se construyeron unos quinientos de estos puentes; a menudo eran construidos por colonos usando materiales locales y de acuerdo con proyectos estandarizados. La última colonia agrícola de Quebec fue fundada en 1948, y el último puente cubierto fue construido por el Ministerio de Colonización en 1958 en Lebel-sur-Quévillon. Actualmente se conservan ochenta y dos puentes cubiertos en Quebec, incluido el puente Félix Gabriel Marchand, el puente cubierto más largo de la provincia. En Quebec los puentes cubiertos son denominados a veces pont rouges («puentes rojos») debido a su color típico.
Al igual que en Quebec, en Nuevo Brunswick se siguieron construyendo puentes cubiertos hasta la década de 1950, alcanzando unos cuatrocientos puentes cubiertos en su máximo. La mayoría de estos puentes usaban las celosías Howe, Town y Burr. En la actualidad, se conservan cincuenta y ocho puentes cubiertos en Nuevo Brunswick, incluido el más largo del mundo, el puente de Hartland.
En Ontario solo se conserva un puente cubierto, el puente de West Montrose.

### Resto del mundo

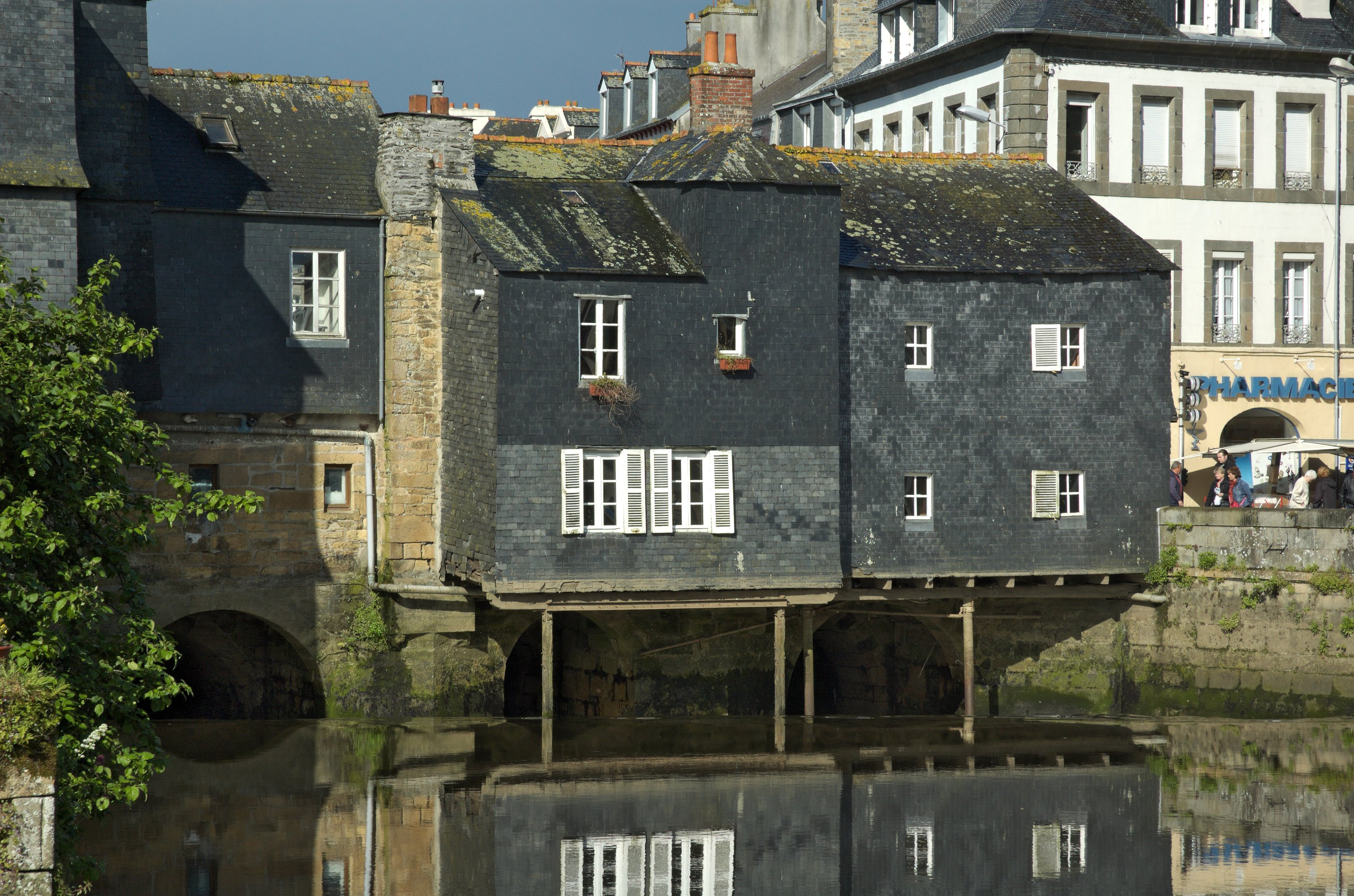
El Pont de Rohan en Landerneau (Francia).

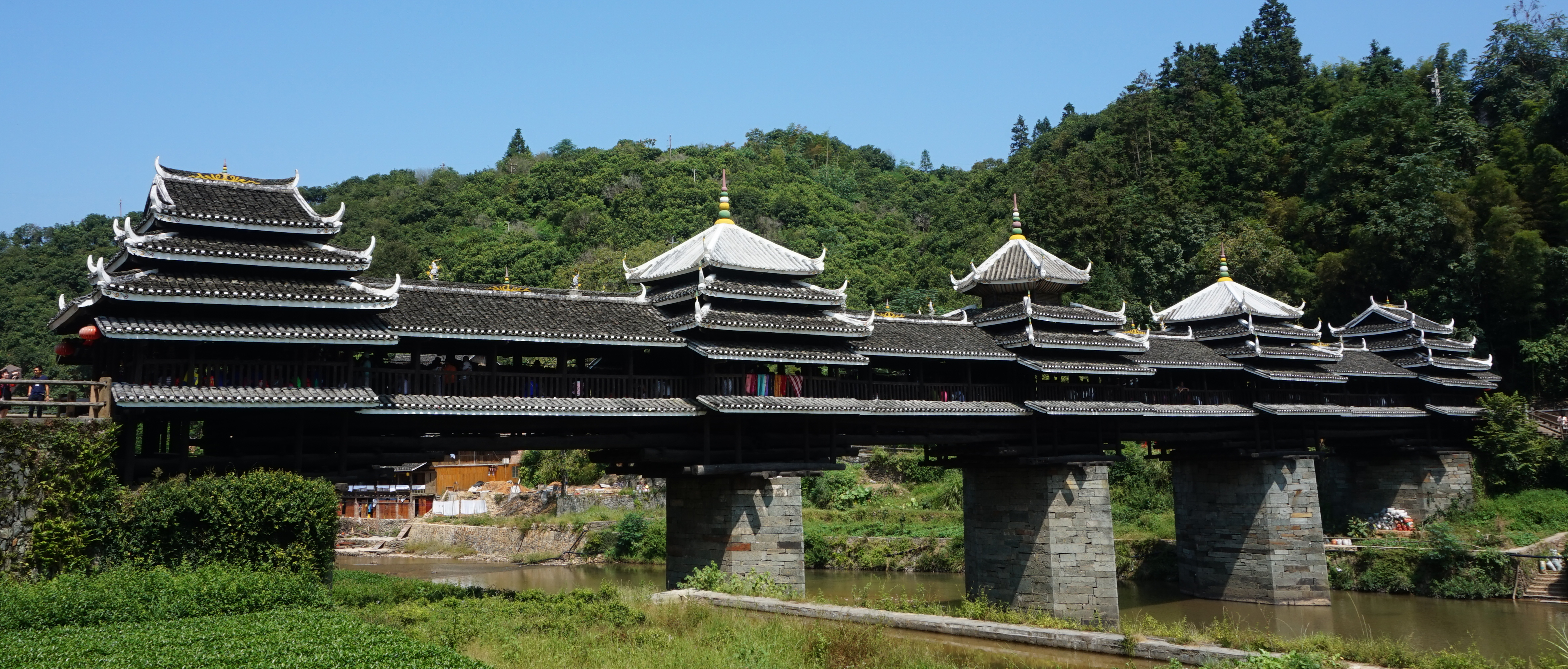
El puente de Chengyang en Guangxi (China).

Los puentes techados, en lugar de cubiertos, han existido durante siglos en el sur de Europa y Asia. En estos casos, la cubierta pretende proteger a los usuarios del puente en lugar de a la estructura. Entre los ejemplos más destacados se encuentran:
- El Pont de Rohan en Landerneau (Francia) y el Puente de los Mercaderes en Narbona son dos de los cuarenta y cinco puentes de este tipo en uso en Europa.
- Un puente tubular está construido con una viga cajón rígida dentro de la que circula el tráfico.[25] Como ejemplos podemos mencionar al puente Britannia y el puente ferroviario de Conwy, ambos en el Reino Unido.
- Un pasadizo elevado es un tipo de pasarela urbana que consiste en un puente peatonal rodeado o cubierto que conecta dos edificios y está diseñado para proteger a los peatones del tiempo, como el Puente de los Suspiros de Cambridge o el Puente de los Suspiros y el puente cubierto de Logic Lane en Oxford.
- Una pasarela de acceso a aeronaves es un puente móvil cubierto que se extiende desde la puerta de una terminal aeroportuaria hasta una aeronave y permite que los pasajeros embarquen y desembarquen sin tener que salir al exterior.[26]
- Algunos puentes en arco de piedra están cubiertos para proteger a los peatones o como decoración. Son ejemplos de esto el Ponte Coperto y el Puente de Rialto en Italia o el Chùa Cầu en Vietnam.
- En China, existen puentes cubiertos denominados lángqiáo (廊桥) en Guangxi, como el puente de Chengyang y el puente Xijin. Estos son puentes de pilares y vigas en lugar de puentes de celosía.
- En Europa también hay puentes construidos no estrictamente para el transporte, por ejemplo, el puente del castillo de Český Krumlov en la República Checa, el puente cubierto de Lovech en Bulgaria y el Ponte Vecchio en Italia.

## En la ficción

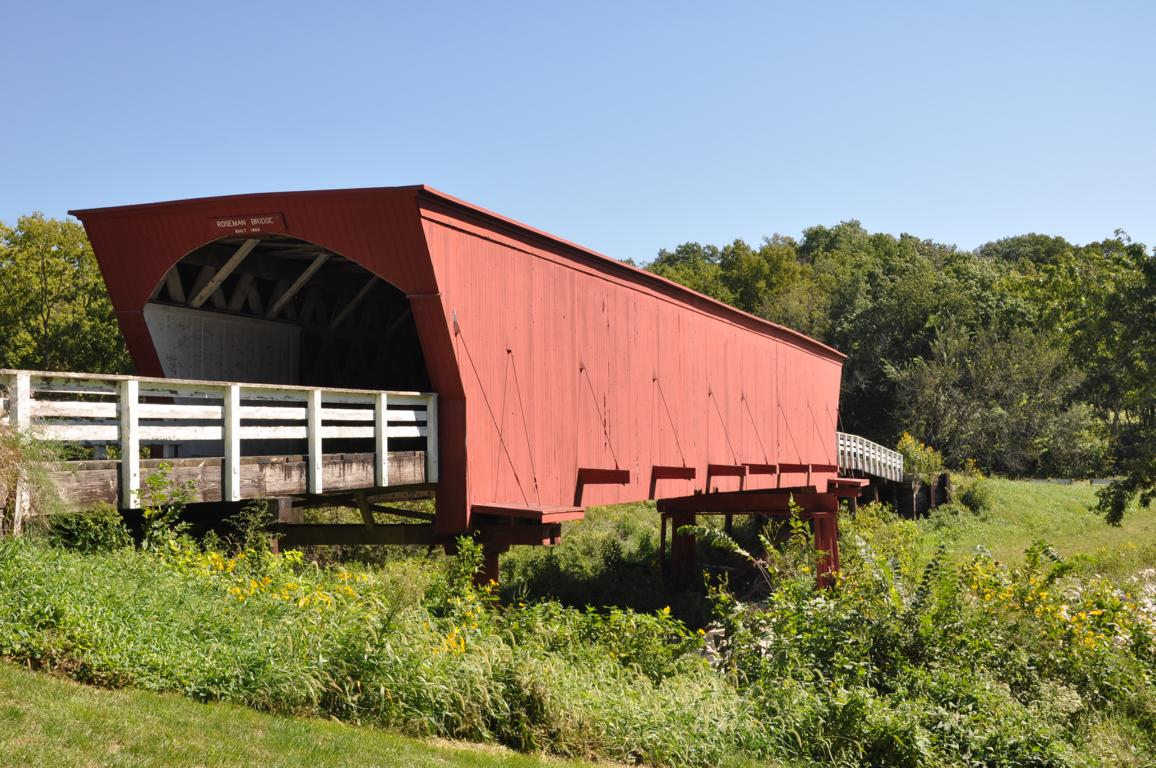
El puente cubierto Roseman, que aparece en la película de 1995 Los puentes de Madison.

Además de su uso práctico, los puentes cubiertos son lugares populares para realizar varias actividades sociales y se han convertido en un icono cultural duradero. Entre sus apariciones en la ficción destacan las siguientes:
- En la novela de 1992 Los puentes de Madison, así como en su adaptación cinematográfica, aparecen varios puentes cubiertos del condado de Madison de Iowa. Los puentes usados para la grabación de la película son el puente cubierto Roseman y el puente cubierto Holliwell.[28]
- El relato de Edgar Allan Poe Nunca apuestes tu cabeza al diablo.
- Algunos puntos de la trama de las películas cómicas de 1988 Beetlejuice y Aventuras y desventuras de un yuppie en el campo se refieren a este tipo de puentes.
- El puente cubierto Diehls de Pensilvania aparece en las escenas iniciales de la serie de televisión antológica de terror de la década de 1980 Tales from the Darkside, creada por George A. Romero.
- Un personaje de la novela NOS4A2 de Joe Hill utiliza un puente cubierto llamado el «camino más corto» como portal para atravesar instantáneamente grandes distancias.
- También se usa un puente cubierto como portal entre dos mundos en la película de terror de John Carpenter In the Mouth of Madness (1994).
- Un puente cubierto es el foco de dos relatos de misterio de la colección All But Impossible de Edward D. Hoch.